# 京東西路

北宋京东东路和京东西路区划图

京東西路是中國宋朝（960年-1279年）的一个地方行政区，地處北宋首都東京開封府的東部。宋仁宗庆历二年（1042年），初置京东西路安抚使。熙宁五年（1072年）正式分京东路为京东东路和京东西路。 宋徽宗大观元年（1107年），升為大都督府。政和四年（1114年）)，移安抚使于南京应天府。
北宋的陪都南京应天府，也称“归德府”(今河南商丘市)為京東西路的首府。 北宋時，此地為宋朝重要的文化地區。南宋建炎衣冠南渡，京東西路建制撤銷，但該地仍為宋金交戰的主戰場之一。

## 行政區劃
北宋時，京東西路包括四府：南京应天府、袭庆府（兗州）、兴仁府（曹州）、东平府（鄆州）；五州：徐州、濟州、單州、濮州、拱州以及廣濟軍，大致包括今天的江蘇省北部，山東省的中西部，河南省東部，安徽省小部等。
| 府、州、军 | 郡称   | 县                                                                         | 監        |
| 应天府     | 河南郡 | 宁陵县 宋城县 谷熟县 下邑县 虞城县 楚丘县                                  |           |
| 袭庆府     | 魯郡   | 瑕縣(瑕丘县) 奉符县(乾封县) 泗水縣 龚縣(龚丘县) 仙源县(曲阜县) 莱芜县 邹縣 | 莱芜      |
| 兴仁府     | 濟陰郡 | 济阴县 宛亭县(冤句县) 乘氏县 南华县                                        |           |
| 东平府     | 東平郡 | 须城县 阳谷县 中都县 寿张县 东阿县 平阴县                                  | 东平      |
| 徐州       | 彭城郡 | 彭城县 丰縣 沛縣 萧縣 滕縣                                                 | 宝丰 利国 |
| 济州       | 济阳郡 | 钜野县 任城县 金乡县 郓城县                                                |           |
| 单州       | 砀郡   | 单父县 砀山县 成武县 鱼台县                                                |           |
| 濮州       | 濮阳郡 | 鄄城县 雷泽县 临濮县 范县                                                  |           |
| 拱州       |        | 襄邑县 柘城县                                                              |           |
| 广济军     |        | 定陶县                                                                     |           |

## 北宋滅亡後的齊政權
1129年三月，金国任命刘豫移居東平府，为京東西淮南等路安撫使，管理大名府、開州、德州、濮州、滨州、博州、棣州、滄州。1130年七月，在完顏宗翰的策划下，刘豫即皇帝位，国号大齐，国都在宋朝的北京大名府。刘豫于九月初九（1130年10月12日）正式即位皇帝，年号奉金朝正朔。1137年，金熙宗废刘豫为蜀王并且废除齐国，該地正式納入金朝直轄範圍。